# The Wash

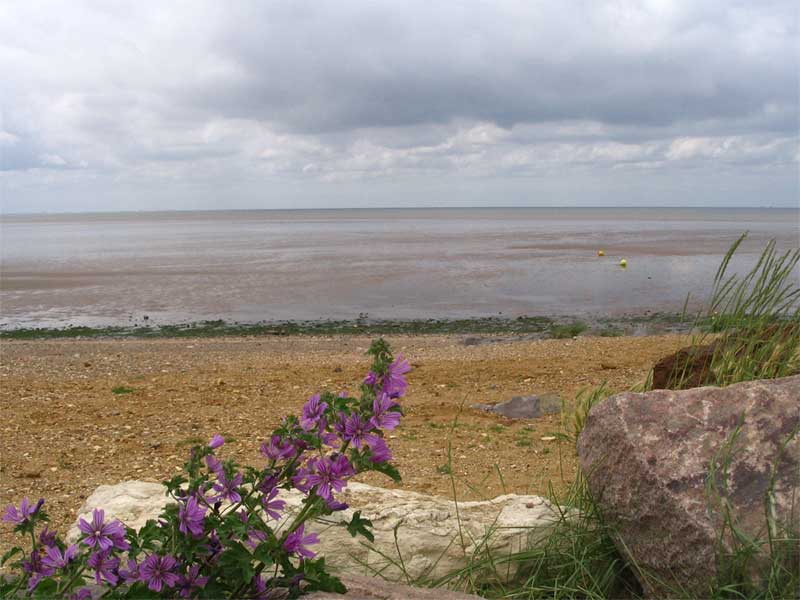
The Wash vanaf het strand bij Heacham in Norfolk

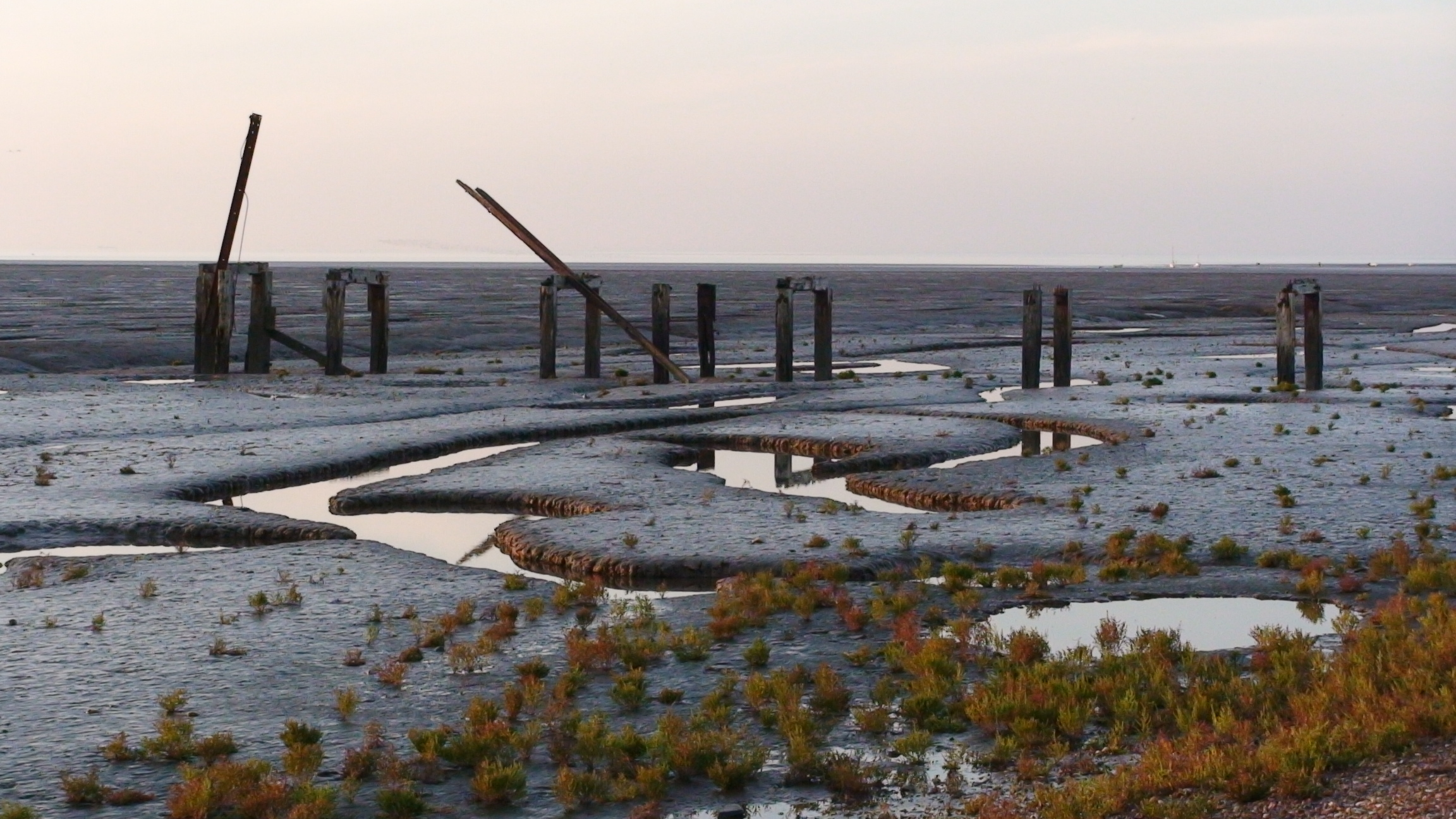
De pier in het vogelreservaat Snettisham

The Wash is een estuarium aan de oostkust van Engeland. Het ligt ten noordwesten van Norfolk en ten zuidoosten van Lincolnshire. Het is een van de grootste estuaria van het Verenigd Koninkrijk. De rivieren de Witham, Welland, Nene en de Great Ouse monden in The Wash uit.

## Geografie
The Wash is een vrijwel vierkante inham langs de Engelse Noordzeekust. Het is een grote baai met drie ruwweg rechte oevers van elk zo'n 25 kilometer, die vrijwel haaks op elkaar staan. De oostoever van The Wash ligt geheel in Norfolk en loopt van Hunstanton in het noorden naar de monding van de Great Ouse bij King's Lynn in het zuiden. De aan de overkant gelegen westoever loopt vanaf Gibraltar Point in het noorden tot de mondingen van de Witham en de Welland in het zuiden, allebei binnen Lincolnshire. De zuidoever verbindt de hierboven genoemde twee riviermondingen, en halverwege ligt de monding van de rivier de Nene.
Het aan The Wash grenzende vasteland; The Fens is vlak, laag gelegen en vaak moerasachtig. Als gevolg van sedimentatie en landaanwinning is de kustlijn van The Wash door de geschiedenis heen aan verandering onderhevig geweest. Meerdere plaatsen die eens aan de kust lagen, in het bijzonder King's Lynn, liggen nu in het binnenland.
The Wash zelf is erg ondiep met meerdere grote zandbanken, zoals de Breast Sand, Bulldog Sand, Roger Sand en Old South Sand, die bij laagwater boven water komen, vooral aan de zuidoever. Hierdoor is varen in The Wash riskant. Een vuurtoren markeert de toegang tot de Lynn Channel; het enige veilige vaarkanaal van de Noordzee naar de zuidoever van The Wash.

## Wash-rivier
Aan het eind van de laatste ijstijd en toen het zeeniveau lager lag, waren de rivieren de Witham, Welland, Glen, Nene en de Great Ouse, zijrivieren van een grote rivier.
De diepe vallei van The Wash werd niet door de interglaciale rivier gevormd, maar door het ijs dat tijdens de ijstijden van het Saalien en Weichselien naar het zuiden opschoof, tegen de helling op van de huidige Britse kust. Het ijs vormde tunnelvalleien, waarvan de Silver Pit een van de vele is. Tijdens dit proces verkreeg de Silver Pit zijn diepte en nauwte. Toen deze tunnelvallei vrij van ijs en zeewater was, werd deze door de Wash-rivier in bezit genomen. Dit zorgde ervoor dat deze tunnelvallei niet werd opgevuld door sedimenten, zoals bij de meeste andere tunnelvalleien. Sinds de zee weer bezit heeft genomen van de Silver Pit, lijkt het er op dat de vallei is open gehouden door de getijden.

## Natuur
The Wash is een Europese speciale beschermingszone (SPZ). Het bestaat uit uitgebreide zoutmoerassen, wadden, ondiepe wateren en diepe kanalen. De zeedijk bij Freiston is op drie plaatsen geopend om het zoutmoerasgebied te kunnen vergroten, waardoor vogels, vooral steltlopers, meer ruimte krijgen, en voor een natuurlijke bescherming tegen overstromingen. De vele kreken in de zoutmoerassen en de hier voorkomende vegetatie, zorgen ervoor dat de golven langer worden vastgehouden, zodat het achterliggende gebied beter wordt beschermd tegen overstromingen.
Aan de oostkant van The Wash bevinden zich lage kalkrotsen met hun bekende laag van rode kalk bij Hunstanton en grindgroeves in het RSPBvogelreservaat Snettisham, die belangrijke rustplaatsen zijn voor steltlopers tijdens hoogtij. De speciale beschermingszone grenst aan die van North Norfolk. In het westen reikt The Wash tot aan Gibraltar Point, wat weer andere speciale beschermingszone vormt.
De habitats in The Wash, gecombineerd met de vele getijdestromingen, maken het mogelijk dat schaal- en schelpdieren, vooral garnalen, kokkels en mosselen. Sommige watervogels, zoals de scholekster voeden zich met schaal- en schelpdieren. Het gebied is tevens een belangrijk broedgebied voor de visdief en een voedselgebied voor de bruine kiekendief. Trekvogels, zoals ganzen, eenden en steltlopers, komen in grote aantallen naar The Wash om te overwinteren, met een gemiddelde van constant zo'n 400.000 vogels. Men schat dat ongeveer twee miljoen vogels The Wash gebruiken als voedsel- en rustplaats tijdens hun jaarlijkse vogeltrek.
The Wash is van internationaal belang voor zeventien vogelsoorten. Dit betreft de kleine rietgans, de rotgans, de bergeend, de pijlstaarteend, de scholekster, de bontbekplevier, de zilverplevier, de goudplevier, de kievit, de kanoet, de drieteenstrandloper, de bonte strandloper, de grutto, de rosse grutto, de wulp, de tureluur en de steenloper.

## Kroonjuwelen
De bekendste historische gebeurtenis die met The Wash wordt geassocieerd is het verlies van de kroonjuwelen van koning Jan zonder Land. Volgens bronnen uit die tijd werd Jan tijdens de reis van Spalding in Lincolnshire, naar Bishop's Lynn in Norfolk, ziek en besloot hij terug te keren. Terwijl hijzelf de langere route nam over de weg naar Wisbech, stuurde hij zijn bagage, inclusief zijn kroonjuwelen, over de dam en door de doorwaadbare plaats in de monding van de Wellstream. Deze route was alleen te gebruiken tijdens laagtij. De door paarden voortgetrokken wagens gingen echter te langzaam om het stijgende water voor te blijven en veel wagens gingen verloren.
De locatie van de gebeurtenis wordt normaliter ergens in de buurt van Sutton Bridge, aan de rivier de Nene, gesitueerd. De naam van de rivier zou veranderd zijn vanwege een verandering van de loop van de Great Ouse in de zeventiende eeuw. Bishop's Lynn werd King's Lynn als gevolg van de afscheiding van de Kerk van Engeland onder Hendrik VIII.
Astronomisch onderzoek maakt het echter mogelijk om de getijdentabellen van de dag van de gebeurtenis te reconstrueren. Er van uitgaande dat er, zoals gebruikelijk, overdag werd gereisd, zouden de kroonjuwelen verloren zijn gegaan tijdens de oversteek van de monding van de Welland bij Fosdyke.
Er is echter ook een vermoeden dat Jan zonder Land zijn kroonjuwelen in de Bishop's Lynn heeft achtergelaten als borg voor een lening en dat hij het verlies van zijn kroonjuwelen in scène heeft gezet. Dit verhaal lijkt echter twijfelachtig. Hoe dan ook, hij kwam de volgende nacht, die van 12 op 13 oktober 1216, langs de abdij van Swineshead, ging daarna naar Newark-on-Trent en overleed daar aan zijn ziekte op 19 oktober.